# Sinagoga Or Torah
La Sinagoga Or Torah (en hebreo: בית הכנסת אור תורה) también llamada Sinagoga de Djerba o Sinagoga Tunecina es un edificio religioso de los judíos de Túnez en Acre, Israel, construido en honor de la sinagoga de El Ghriba en Djerba . El edificio fue construido en 1955.
El edificio está cubierto con millones de mosaicos que han sido fabricados en el Kibbutz Eilon. El edificio cuenta con 140 vidrieras y una cúpula.
Después de la guerra la Primera guerra árabe - israelí comenzaron a llegar en masa inmigrantes judíos del país africano de Túnez. De esta manera, en Acre se estableció una gran comunidad de Judíos en Túnez. Uno de sus miembros, Zion Badasche, tuvo el sueño de construir una sinagoga, que fuese en recuerdo de la sinagoga Ghriba en Djerba en su Túnez natal. Para este propósito, se decidió a construirla en el centro de la ciudad.